# 8號球
8號球是撞球運動的一個玩法，在全球頗為流行，近年有越來越多8號球的國際業餘賽或職業賽。比賽時，球桌上會有16顆球，包含一個母球和15顆子球，球桌有6個袋口。

## 歷史
8號球的玩法衍生自1900年左右時的撞球，在1925年蔚為流行，當時被稱為「B.B.C. Co. Pool」（Brunswick-Balke-Collender Company）。那時的玩法只有7顆黃球、7顆紅球、一顆黑球和一顆母球，但現在大多都使用有標號碼且顏色不同的球，只剩下英式的8號球還使用傳統的顏色。跟現今相比，8號球的規則相當的簡單，直到1940年才被收錄至官方的規則手冊裡。 

## 國際規則
美式8號球在全球的職業賽及業餘賽裡非常盛行。在撞球運動項目中，8號球的規則是備受爭議的，有多種「官方」規則。非營利的世界撞球協會（WPA）以及其分會美國撞球協會（BCA）有公佈一套《世界標準規則》，作為業餘賽和職業賽的標準。而營利單位國際撞球巡迴賽（ITP）也建立了一套國際標準，在有電視轉播的大型職業賽或半職業賽裡使用。同時，許多業餘聯盟（如美國撞球選手協會（APA）、加拿大撞球選手協會（CPA）、VNEA（页面存档备份，存于）、歐洲VNEA（页面存档备份，存于））、（CSBA，2012年定名为“中式檯球”）使用他們自己訂定的規則來當作比賽標準，有一部分會參照WPA/BCA的版本。而其他許多個人賽會使用自己訂定的標準，每個區域甚至是每個比賽地點都用不同的規則。
以下是一些國際規則的摘要（欲知細節請見WPA/BCA或IPT的規則）：

### 裝備

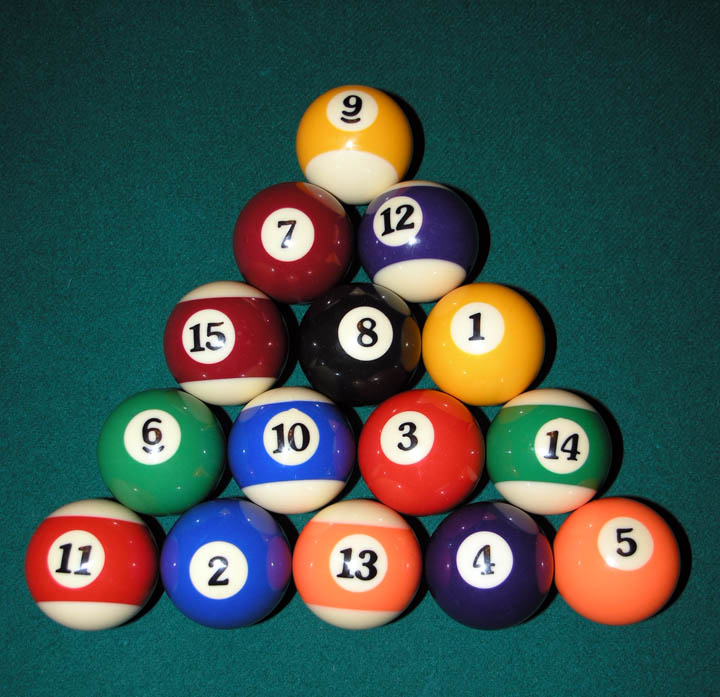
正確的球堆排法（左下角和右下角的球需為一大花一小花，最中心為8号球）

包含有7顆小花球（標號1到7）、7顆大花球（標號9到15）、一顆八號球和一顆母球。（註：「小花」為單一顏色的子球，「大花」為帶狀顏色的球。）
球的顏色如下：
- 1、9－黃
- 2、10－藍
- 3、11－紅
- 4、12－紫（或粉紅）
- 5、13－橘
- 6、14－綠
- 7、15－棕
- 8－黑
- 母球－白

球桌的大小大約為9英尺乘以4.5英尺（長方形），但有些比賽會使用其他尺寸的球桌。

### 如何排球
比賽開始時，子球放在三角框裡，三角框的底部與腳顆星平行（球桌的短邊），前後的位置以最前端的球對應到腳點為準。排子球時，從球堆後端往前推向第一顆球，使得子球緊密相連。根據世界標準規則，8号球必須放在最中間的位置，而左下角和右下角的子球必須一球為大花、一球為小花（請見上圖）。母球可依選手要求擺放在開球區裡。

### 開球
獲得開球權的選手（賽前決定，正式比賽首局大多採比球，一般比賽可能用擲硬幣或猜拳；之後的局數採勝者開球或輪流開球）先把球堆衝開，如果開球犯規（少於四顆球碰到顆星邊），對手可以要求重新開球且成為開球者，或是以目前的球況繼續比賽。
如果開球後有進袋，開球方可以繼續出杆，無論進袋的球是大花還是小花，球局仍然為「開放」的狀態（意指開球方還可自由選擇要打大花或小花）。如果開球方第二次出杆沒有球進袋，球局依然是「開放」，直到有子球落袋為止。
根據《世界標準規則》，如果8號球在開球時就進袋了，開球方可要求重新排球或將8號球擺在腳點上，繼續比賽。若開球時母球和8號球都進袋了，接著出杆的選手有權要求重新開球，或將8號球擺在腳點上，母球任意擺在開球區裡繼續比賽。

### 輪替
一方選手（或隊伍）在出杆犯規或無球進袋之後，便停止出杆，換由另一方選手出杆，比賽依此方式進行。犯規之後，接著出杆的選手有自由球的機會將球擺在球桌上的任何位置。

### 打法
開球後的第一杆屬於開放球局，選手可以擊打8號球以外的子球，直到只打進大花或小花球，或只剩8號球為止。如果在開放球局時打組合球，母球先撞擊大(小)花球後再使小(大)花球進袋，則不算犯規屬合法擊球。
一旦開放球局只打進大(小)花，往後他只能將大(小)花球打進袋，另一方選手則打小(大)花球。
當一方選手打完了他的大(小)花，需再把8號球打進任意袋口（舊規則需要指定袋口才獲勝，若進錯袋或出杆犯規，則輸掉該局）否則其出杆權結束。

### 獲勝方式
- 打進自己所有的子球後（大花或小花），在不違規的情況下，將8号球打進袋口。
- 對手以犯規的方式將8号球打進。
- 對手打進8号球時，若使母球進袋或跳離球桌，我方獲勝。假使8号球尚未進袋，母球進袋或跳離球桌，只算犯規。
- 對手在打8号球時犯規。（在非正式比賽的場合裡，只視作犯規）
- 對手將8号球打離球桌。
- 對手將母球與8號球都卡在袋口且球心都超過袋口。

### 犯規
- 母球撞擊子球（或8号球）後，母子球皆沒有碰到顆星邊，或子球未入袋。
- 母球洗袋。
- 母球與大花/小花同時卡在袋口且球心都超過袋口，對手獲得全場自由球，該球算進。
- 選手兩腳皆離開地面（殘障選手不在此限），除非比賽無提供架桿
- 在檯面上的球尚未完全靜止時即出杆。
- 球杆多次碰擊母球稱為連擊，屬於犯規。常發生於擊打距離母球過近的目標球時，但母球與子球相貼時直接擊打不算連擊。
- 當子球阻礙母球行進路線時，可以跳球打進，但若未以正確方式（打母球上半部）跳球即屬犯規。
- 球杆碰觸母球的時間過長。
- 除了使用球杆尖頭之外，其餘地方碰到母球。
- 除了自由球外，選手其身體、衣物或球具碰觸到桌面上的球。
- 8號球以外的子球跳離檯桌，該球算進，對手獲得全場自由球；母球跳離檯桌，對手獲得全場自由球；8號球跳離檯桌，判輸。
- 在還沒有輪到出杆的時候出杆。
- 開球時，沒有子球落袋且少於四顆球碰觸到顆星邊（此情況下，接下來的選手可要求重新開球且成為開球者，或請原開球者開球，亦或選擇自由球繼續出杆）。

### 混亂的規則
8號球的規則相當混亂，各組織舉辦的比賽都略有不同。甚至坊間流行的的規則又略有不同。
- 開球進8號球的處置，有幾種規則
  - 母球還在檯面上，開球方可以選擇重開，或將8號球撿起來置於擺球點位（若該點已被占據則擺在上方最近的位置）繼續打
  - 母球洗袋或跳離檯面，對手可以選擇重開，或將8號球撿起來置於擺球點位（若該點已被占據則擺在上方最近的位置）並以開球線後自由球繼續打
  - 直接獲勝
  - 直接輸球
- 犯規的處置，有幾種規則
  - 發球區發球
  - 全場自由球
- 開完球的處置，有幾種規則
  - 一律是開放球局
  - 開進小花只能打小花，開進大花只能打大花，兩種都開進才是開放球局

## 外部連結
- 撞球運動雜誌（中文）
- 世界撞球協會（WPA）（页面存档备份，存于）（英文）
- 美國撞球協會（BCA）（英文）
- 美國撞球選手協會（英文）
- 加拿大撞球選手協會（英文）
- 147斯诺克网（中文）
- 台球帝国（页面存档备份，存于）（英文）